# Tuc de Ribereta
El Tuc de Ribereta es una montaña de los Pirineos de 2675 metros, situada en el límite de las comarcas del Valle de Arán y la Alta Ribagorza (provincia de Lérida).

## Descripción
El Tuc de Ribereta está situado en el límite del Parque nacional de Aiguas Tortas y Lago de San Mauricio en la Serra de Ribereta. Limita al norte con la cabecera del río Valarties y los lagos de Saslòsses, y Ribereta de Naut y Ribereta de Baish y al sur con la cabecera del río Noguera de Tor y los lagos del Port de Caldes y Estany des Mangades. 
Al Sur del Tuc de Ribereta se encuentra puerto llamado Pòrt de Caldes (2568 m s. n. m.) por el que transcurre el sendero de gran recorrido GR-11-18.